# Glenn Miller
Alton Glenn Miller (Clarinda, Iowa; 1 de marzo de 1904 - desaparecido en el Canal de la Mancha; 15 de diciembre de 1944) fue un músico estadounidense de big band, trombonista, arreglista y director de una de las orquestas de swing más populares del siglo XX, fue el mayor vendedor de discos de 1939 a 1942, siendo uno de los directores de banda más conocidos, su banda musical fue una de las más destacadas y populares de la era de las "Big Bands". En 1937 fundó la orquesta en la que creó y difundió su música, llamada The Glenn Miller Orchestra, con la que produjo innumerables éxitos, entre los más importantes «In the Mood», que es posiblemente la canción de swing más conocida, «Kalamazoo», «Patrulla americana», «Serenata a la luz de la luna», «Tuxedo Junction», «Chattanooga Choo-Choo», «A String of Pearls», «Little Brown Jug» y «Pennsylvania 6-5000». Mientras viajaba para entretener a las tropas de los Estados Unidos en Francia durante la Segunda Guerra Mundial el avión que lo transportaba desapareció mientras cruzaba el canal de la Mancha. Su cuerpo nunca fue encontrado.

## Inicios

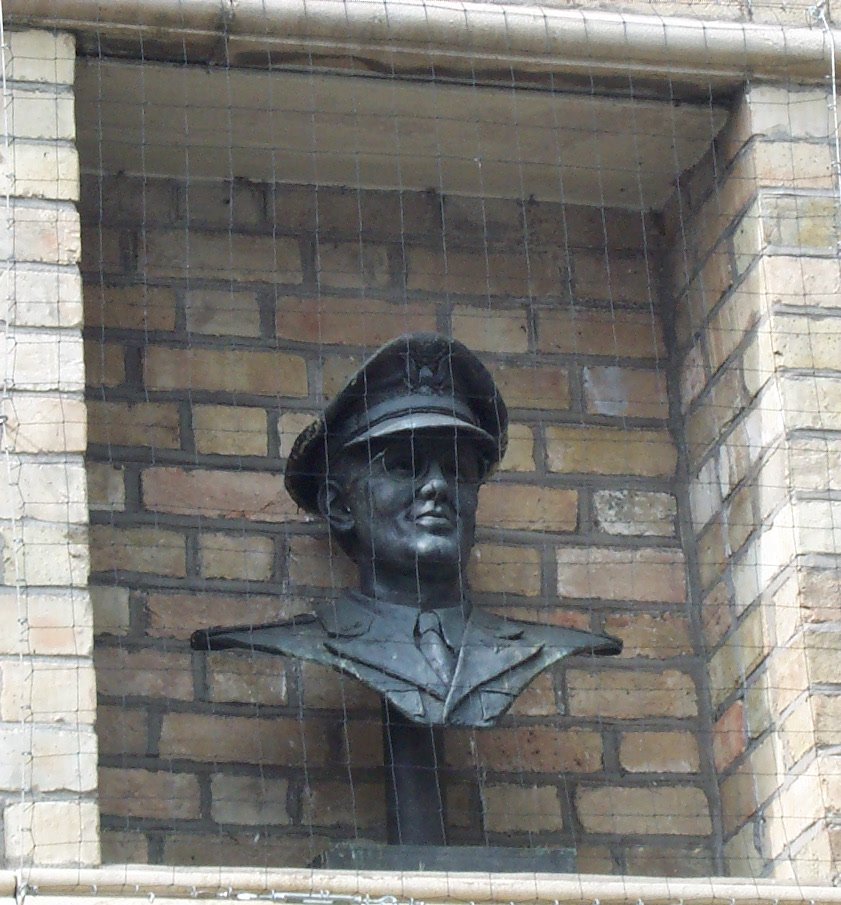
Busto de Glenn Miller en Bedford.

Nacido del matrimonio entre Elmer Miller y Mattie Lou Cavender, ya tocaba desde que su padre Elmer le regaló una mandolina, que luego cambió por una corneta que fue el primer instrumento de viento que tocó hasta que se aficionó al trombón. En esos tiempos la familia Miller vivía en Tryon, Nebraska. Pasó su infancia en Nebraska y Oklahoma hasta que su familia se instaló definitivamente en Colorado, donde con doce años de edad abandona la corneta y empieza a estudiar la técnica del trombón y a tocarlo en la banda de su colegio. Siendo aún estudiante universitario, Glenn realizaba audiciones, tocando siempre que se le presentaba la oportunidad. Al descuidar sus estudios y suspender en tres de sus seis cursos, decidió abandonar la universidad dedicándose por completo a la música. Se convierte en trombonista profesional y se une a la banda del entonces célebre baterista Ben Pollack, en una gira por California. En esa banda el clarinetista era el más tarde proclamado "rey del swing", Benny Goodman.
En 1927, la orquesta llega a Nueva York y Miller decide dejarla para tocar por su cuenta en clubes, programas de radio y espectáculos musicales, hasta bien entrado el año 1932. En 1935, Ray Noble, director británico de orquesta, le encarga organizar una banda de swing. Durante dos años alterna la dirección de la orquesta y las actuaciones en pequeños locales, hasta que en 1938 decide formar su propia "Gran Banda" tras varios intentos frustrados. Su primer gran éxito fue "Serenata a la luz de la luna" ("Moonlight Serenade"), y un contrato en el casino de Glen Island en New Rochelle, en Nueva York, le abre las puertas a una carrera triunfal que se mantendrá hasta el final de su vida. Al mismo tiempo que la orquesta triunfa en las salas de baile, la banda adquiere una popularidad enorme en los Estados Unidos debido a la emisión de sus actuaciones por un programa radiofónico que era transmitido de costa a costa en dicho país, y que fue patrocinado por la marca de cigarrillos "Chesterfield".

## Éxitos
En solo cuatro años Glenn Miller tuvo 16 número uno y 69 éxitos entre los diez primeros, más que Elvis Presley (38 entre los diez primeros) y de The Beatles (33 entre los diez primeros) en sus carreras. Formó una segunda banda en 1937, que consiguió rápidamente el favor del público, que llenaba sus conciertos, lo que dio lugar a una serie de grabaciones para las multinacionales discográficas RCA Víctor y His Master's Voice. Desde junio de 1938, Miller ocupó los primeros puestos de varias listas de música popular, y se mantuvo así más de un año. A principios de 1940, la canción "In the Mood" estuvo quince semanas consecutivas en el número uno, y siguió "Tuxedo Junction" que mantuvo a Miller en el número uno hasta el verano. El 11 de febrero de 1941, Miller obtuvo el primer disco de oro por "Chattanooga Choo-Choo".
Otros títulos muy conocidos son "A String of Pearls", "Moonlight Serenade" y "Pennsylvania 6-5000" (que era y sigue siendo el número de teléfono del hotel Pensilvania en Manhattan). "Moonlight Serenade" es una de las canciones más reproducidas de toda la historia en los Estados Unidos, y actualmente está considerada como la canción representativa de Miller, y como una de las más importantes de la historia musical estadounidense.
En 1942, durante la Segunda Guerra Mundial, Miller se alistó en las Fuerzas Aéreas donde recibió el rango de capitán y donde se encargó de tocar para las tropas estadounidenses desplazadas a Europa.

### Discografía
En 1991, la discográfica RCA puso a la venta una colección de 13  CD-ROMs con todos los temas grabados para dicha firma. La compilación contaba con un total de 286 títulos.

## Muerte o misterio

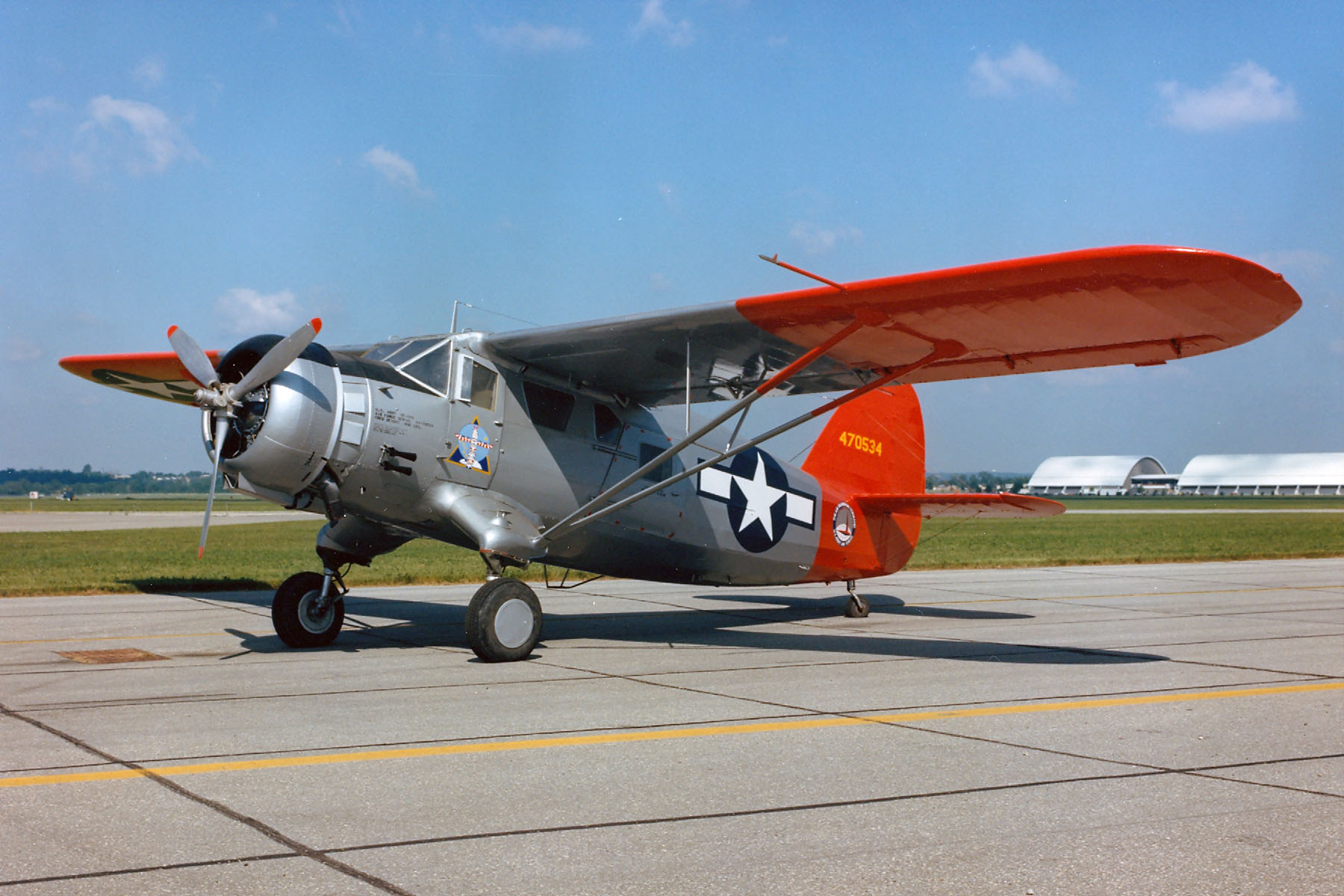
Un Norseman UC-64 como el avión accidentado.

Tras la liberación de París a Glenn Miller se le ordenó realizar una gira de seis semanas allí y en otras ciudades europeas, ya en poder de los aliados. Miller, recién ascendido a mayor, pasó la noche anterior discutiendo con un amigo sus planes de formar una banda en la posguerra y luego retirarse a una finca que había comprado en California.
Al día siguiente, 15 de diciembre de 1944, partió en un avión monomotor Norseman UC-64 desde el aeródromo de Twinwood, 50 millas al norte de Londres. Se dirigía a París, para iniciar su gira artística. El piloto de la aeronave John Morgan también se dirigía a la ciudad, en la que estaba a punto de ser sometido a una corte marcial por acusaciones de traficar en el mercado negro. Los informes indican que había un tercer compañero con ellos en este vuelo, el teniente coronel Norman Baesell.
La desaparición no se hizo pública hasta el 24 de diciembre de 1944, cuando Associated Press anunció que Miller no realizaría el programa de Navidad programado por la BBC para el día siguiente; el sargento Jerry Gray (1915-1976), subdirector de su banda, lo sustituyó. Miller dejó esposa y dos hijos adoptivos. Fue galardonado póstumamente con la Estrella de Bronce, entregada en una ceremonia a su viuda Helen el 24 de marzo de 1945.
Como nunca se encontraron los cadáveres de Miller y sus acompañantes, circuló una serie de leyendas urbanas que lo suponían vivo. En 1985, el investigador Clive Ward descubrió los restos de un Noorduyn Norseman, similar al avión en que viajaba Miller, en las afueras de la costa norte de Francia pero no pudo verificarse la existencia de restos humanos en su interior.
Uno de los rumores más persistentes decía que sí llegó a París y murió en un burdel alemán, apuñalado por una prostituta, aunque esta historia, que se suponía desclasificada como muchos otros secretos de guerra, nunca se ha podido confirmar. La teoría más aceptada posteriormente era la de que el avión fue accidentalmente derribado por bombarderos RAF sobre el canal de la Mancha (entre Francia y el Reino Unido), después de una operación abortada de bombardeo contra Alemania donde se arrojaron al mar las bombas destinadas a fin de aligerar carga: el piloto de la fuerza aérea británica Fred Shaw anotó en su bitácora que observó que un pequeño avión monomotor se precipitaba en espiral y sin control hacia el mar ese mismo día.
El libro "The Glenn Miller Conspiracy", del periodista Hunton Downs publicado en 2010, afirma que Miller fue puesto bajo las órdenes de Eisenhower y supuestamente capturado por la Gestapo con el fin de llegar hasta este, terminando torturado, ejecutado y abandonado en un burdel de París.
Un artículo del Chicago Tribune en 2014 señalaba que, a pesar de las muchas teorías propuestas, el avión de Miller probablemente se estrelló por una falla del carburador al volar bajo debido al mal tiempo. El motor del avión tenía un carburador conocido por dar problemas en condiciones de clima frío y un historial de accidentes provocados en otros aviones, al congelarse.
A pesar de la desaparición del músico, la banda continuó sus actividades bajo la dirección de Jerry Gray hasta el 13 de noviembre de 1945, cuando hizo su última presentación ante el presidente Harry Truman, en Washington. El mayor Glenn Miller fue el único miembro de la banda que no sobrevivió a la guerra.
En abril de 1992, a petición de su hija adoptiva se le puso una lápida en el cementerio Nacional de Arlington, lugar que se destina a los caídos en las guerras y expresidentes de Estados Unidos de América.

## Reacción crítica
En 2004, el bajista de la orquesta de Miller Trigger Alpert explicó el éxito de la banda: "Miller tenía el pulso musical de Estados Unidos... Sabía lo que gustaría a los oyentes"  Aunque Miller era popular, muchos críticos de jazz tenían recelos. Creían que los interminables ensayos de la banda -y, según la crítica Amy Lee en la revista Metronome, "tocar a la perfección"- restaban sentimiento a sus actuaciones. También pensaban que el swing de Miller había desplazado la música popular del jazz caliente de Benny Goodman y Count Basie a la música instrumental y vocal comercial. Tras la muerte de Miller, el patrimonio de Miller mantuvo una postura poco amistosa hacia los críticos que se burlaron de la banda durante su vida.
A menudo se criticaba a Miller por ser demasiado comercial. Su respuesta fue: "No quiero una banda de jazz". Muchos críticos de jazz modernos albergan una antipatía similar. En 1997, en un sitio web administrado por la revista JazzTimes, Doug Ramsey lo considera sobrevalorado. "Miller descubrió una fórmula popular de la que permitió pocas desviaciones. Una desproporcionada relación entre nostalgia y sustancia mantiene viva su música."
Los críticos de jazz Gunther Schuller (1991) y Gary Giddins (2004) han defendido a Miller de las críticas. En un artículo escrito para la revista The New Yorker en 2004, Giddins dijo que estos críticos se equivocaron al denigrar la música de Miller, y que la opinión popular de la época debería tener más peso. "Miller desprendía poca calidez dentro o fuera del escenario, pero una vez que la banda tocaba su tema, el público estaba acabado: gargantas apretadas, ojos entornados. Puede algún otro disco igualar a 'Moonlight Serenade' en su capacidad para inducir una esclavitud pavloviana en tantas personas durante tanto tiempo?" Schuller señala: "[El sonido Miller] era, sin embargo, muy especial y capaz de penetrar en nuestra conciencia colectiva como pocos otros sonidos lo han hecho..." La compara con "la Gagaku japonesa [y] la música hindú" en su pureza. Schuller y Giddins no adoptan enfoques completamente acríticos hacia Miller. Schuller dice que "la vocalización grumosa y sin sexo de Ray Eberle arrastró a muchos a una interpretación por lo demás pasable" Pero Schuller señala: "Cuánto más lejos podrían haberlo llevado las ambiciones musicales y financieras [de Miller] debe permanecer para siempre como una conjetura. Que hubiera sido significativo, cualquiera que fuera la forma que hubiera adoptado, no es improbable".

## Cultura popular
En 1953, Anthony Mann rodó la película biográfica "The Glenn Miller Story", cuyo título en España e Hispanoamérica fue "Música y lágrimas", en la que James Stewart interpretaba al popular músico.
La canción "Pennsylvania 6-5000" es conocida en Chile gracias a la Teletón, pues la cuenta bancaria de esta institución (24.500-03) es cantada con esta melodía durante la campaña televisiva.